# Villanueva de la Sierra
Villanueva de la Sierra là một đô thị trong tỉnh Cáceres, Extremadura, Tây Ban Nha. Theo điều tra dân số 2005 (INE), đô thị này có dân số là 577 người.
40°12′B 6°24′T / 40,2°B 6,4°T